# Saint-Brès (Hérault)
Saint-Brès település Franciaországban, Hérault megyében. Lakosainak száma 3462 fő (2022. január 1.). Saint-Brès Baillargues, Castries, Lansargues, Mudaison, Saint-Geniès-des-Mourgues és Valergues községekkel határos.

## Népesség
A település népessége az elmúlt években az alábbi módon változott:
| Lakosok száma | 573  | 1515 | 1958 | 2603 | 2675 | 2853 | 2948 | 3209 | 3293 | 3462 |
|               | 1968 | 1982 | 1990 | 2006 | 2013 | 2015 | 2017 | 2019 | 2020 | 2022 |